# Gęstość gleby
Gęstość gleb – właściwość fizyczna gleby opisująca stosunek masy gleby do określonej jej objętości.
Wyróżnia się dwa (lub trzy) rodzaje gęstości gleb: gęstość fazy stałej gleby i gęstość objętościową gleby (suchej albo wilgotnej).

## Gęstość fazy stałej gleby
Gęstość fazy stałej gleby, znana również jako gęstość właściwa, jest to stosunek masy fazy stałej gleby do objętości, jaką ona zajmuje: 
```
ρ = M / V
s
 (g/cm
3
 lub Mg•m
-3
)
gdzie: ρ-gęstość fazy stałej, M-masa gleby wysuszonej w 105 °C, V
s
-objętość fazy stałej
```

Gęstość fazy stałej zależy od składu mineralogicznego i zawartości materii organicznej, dlatego jest ona charakterystyką o niewielkiej zmienności w długim okresie. W zdecydowanej większości przypadków zawiera się ona pomiędzy 2,40 g/cm3 w glebach próchnicznych a 2,85 g/cm3 w glebach zasobnych w minerały ciężkie, zazwyczaj przyjmuje ona jednak wartości pomiędzy 2,60 a 2,75 g/cm3. Ma na to wpływ gęstość najpowszechniejszego minerału, jakim jest kwarc, która wynosi 2,65 g/cm3. Gleby organiczne mają wyraźnie niższą gęstość fazy stałej. W glebach torfowych wynosi ona pomiędzy 1,4 a 1,9 g/cm3, w glebach murszowych - 1,71-2,20 g/cm3 (gęstość materii organicznej wynosi ok. 1,35-1,40 g/cm3).
Opracowano wzory do przybliżonego obliczania gęstości fazy stałej w glebach mineralnych (1) i organicznych (2): 
```
(1)  ρ
gm
 = ρ
min
 • x + ρ
org
 • y (g/cm
3
)
gdzie: ρ
gm
 - gęstość fazy stałej (g/cm
3
), ρ
min
 - gęstość fazy stałej części mineralnej (g/cm
3
), x - procentowa zawartość fazy stałej, ρ
org
 - gęstość fazy stałej części organicznej (g/cm
3
), y - procentowa zawartość części organicznej
(2)  ρ
org
 = 1435 + 11m (g/cm
3
)
gdzie: ρ
org
 - gęstość fazy stałej gleby organicznej, m - popielność (100 - % materii organicznej)
```

Gęstość fazy stałej gleby oznacza się najczęściej metodą piknometryczną lub metodą biuretową.
Metoda piknometryczna polega na wsypaniu do piknometru (naczynie z rurką kapilarną w korku) określonej wagi gleby, uzupełnieniu wodą destylowaną, zważeniu, a także zważeniu samego piknometru oraz piknometru wypełnionego tylko wodą. Wyniki podstawione do odpowiedniego wzoru pozwalają obliczyć gęstość fazy stałej.
Metoda biuretowa polega na wsypaniu do kolby miarowej określonej naważki gleby i przy pomocy biurety uzupełnieniu kolby alkoholem aż do kreski wyznaczającej jej pojemność. Biorąc do wzoru masę i objętość kolbki, masę kolbki z glebą oraz objętość alkoholu z biurety oblicza się gęstość fazy stałej.

## Gęstość objętościowa gleby
Gęstość objętościowa gleby, w skrócie opisywana również jako gęstość gleby, jest to stosunek masy próbki gleby do jej objętości w stanie naturalnym. Opisuje się ją w dwóch wariantach:
- gęstość objętościowa gleby wilgotnej (zwana również aktualną lub chwilową[3]) będącą stosunkiem masy gleby wilgotnej (w stanie naturalnym, często przy wilgotności bliskiej pojemności polowej, czyli maksymalnej, jaką może naturalnie zatrzymać gleba) do naturalnej objętości próbki gleby;
- gęstość objętościowa gleby suchej (często charakteryzowana po prostu jako gęstość objętościowa gleby) będąca stosunkiem masy fazy stałej gleby do naturalnej objętości próbki gleby.

```
 ρ
ow
 = M
w
 / V oraz ρ
os
 = M
s
 / V (g/cm
3
 lub Mg•m
-3
)
gdzie: ρ
ow
-gęstość objętościowa gleby wilgotnej, M
w
-masa wilgotnej gleby, V-objętość próbki gleby w stanie naturalnym, ρ
os
-gęstość objętościowa gleby suchej, M
s
-masa fazy stałej gleby.
M
w
 = M
s
 + M
H2O

gdzie: M
H2O
-masa fazy ciekłej (wody glebowej)
```

W przeciwieństwie do gęstości fazy stałej, gęstość objętościowa, szczególnie gleby wilgotnej, jest wartością bardzo zmienną. Gęstość gleby suchej wzrasta wraz z zagęszczeniem cząstek gleby, czyli zmniejszeniem ilości porów. Zazwyczaj w wierzchnich poziomach jest ona mniejsza niż w poziomach głębszych (0,9-1,9 g/cm3 w poziomach powierzchniowych gleb mineralnych, ≥2,0 g/cm3 w bardzo zbitych poziomach). Wynika to z mniejszej ilości materii organicznej, słabiej rozwiniętej strukturze gleby oraz mniejszego wpływu czynników atmosferycznych, zwierząt i korzeni roślin, które rozpulchniają glebę. Większą gęstość objętościową od poziomów sąsiadujących wykazują poziomy iluwialne oraz tzw. podeszwa płużna gleb uprawianych rolniczo.
Gęstość objętościową bada się poprzez pobranie próbki gleby o naturalnym układzie do cylindra o znanej objętości i znanej masie. Następnie glebę wraz z cylindrem się waży (w przypadku gęstości objętościowej gleby suchej – po uprzednim wysuszeniu gleby w 105 °C do stałej masy) i oblicza gęstość objętościową. Analizę taką powinno się wykonać przynajmniej w trzech powtórzeniach. Problematyczne w oznaczeniu gęstości objętościowej gleby suchej są materiały, które się wyraźnie kurczą podczas wysychania.